# Ačoliland
Ačoliland (anglicky Acholiland) je neoficiálním regionem na severu Ugandy o rozloze 28 500 km². Region obývají Ačolové, po nichž byl nazván. Centrem regionu je Gulu. V současnosti region zahrnuje moderní ugandské distrikty Agago, Amuru, Gulu, Kitgum, Lamwo, Nwoya, Pader, které jsou součástí formální Severní oblasti.

## Historický přehled
Region byl v dobách britské Ugandy a po vyhlášení ugandské nezávislosti pod názvem Acholi až do roku 1971 jedním z ugandských distriktů, existujících v rámci tehdejší Severní provincie. Roku 1971 byl pak distrikt Acholi rozdělen na distrikty East Acholi a West Acholi. Roku 1974 bylo správní členění Ugandy reorganizováno – většina někdejšího distriktu Acholi byla i nadále součástí Severní provincie, ale nejzápadnější část dosavadního distriktu West Acholi připadla do nově vytvořené provincie Nile. Roku 1980 byly provincie zrušeny a území nynějšího Ačolilandu se pak až do roku 2000 členilo na distrikty Gulu a Kitgum, které dohromady zahrnovaly celé území někdejšího distriktu Acholi. V 80. letech 20. století region proslul tím, že se zde objevilo nábožensky orientované Hnutí Ducha svatého. Roku 2000 byl z části území distriktu Kitgum vyčleněn nový distrikt Pader. Roku 2006 vznikl vyčleněním části území z distriktu Gulu nový distrikt Amuru. Roku 2010 vznikl vyčleněním části území z distriktu Pader nový distrikt Agoga, zároveň vyčleněním části území z distriktu Amuru vznikl nový distrikt Nwoya. V návrzích ugandských federalistů na přeměnu Ugandy ve federaci, figuruje Ačoliland pod názvem Ačoli, respektive Acholi, jako jeden z nových spolkových států.